# 奥斯卡金像奖
学院奖（英語：Academy Award），全名學院功績獎（Academy Award of Merit），通稱奧斯卡金像獎、金獎、奥斯卡奖、奧斯卡（The Oscars，2013年2月20日起成為正式名稱），是每年由美國影藝學院組織與頒發，旨在鼓励過去一年間优秀电影创作、发展獎勵活動，不仅是美国电影業界年度最重要活動，亦是目前最受世界矚目的電影獎之一。目前設有20多个不同奖项，囊括了各种电影类型。身為世界历史最悠久演藝獎勵活動，其在美國演藝業界地位与针对流行音乐的格莱美奖、针对电视的艾美奖、针对舞台劇的托尼獎相当，而这些奖也都是以奧斯卡金像獎为榜样而創建的。
奧斯卡金像獎自1929年设立以来每年都在美國加州洛杉矶举行颁奖典礼。第1屆于1929年在洛杉矶好莱坞罗斯福酒店举行，奖励的是1927-1928年间的电影成就。自2002年第74届开始，好莱坞柯達剧院（今杜比劇院）成为颁奖典礼永久举行地。由於出席颁奖典礼須得到邀请，并没有向公众发行觀禮之门票，僅有提名者相關人士及其近親能進入會場参加，因此該獎本身即是一種电影界身份象征。作為全世界最有影响力电影奖，其每年颁奖典礼都会在全球超过100个国家进行電視直播。

## 奥斯卡小金人

### 设计制作
雕塑家乔治·史丹利根據米高梅电影公司的艺术总监塞德里克·吉本森的設計製作了奧斯卡小金人，授予每年各獎項的獲獎者。小金人由鍍金青銅製成，底座為黑色金屬，高13.5英寸（34.3 cm）（早期为10.25英寸），重8.5磅（3.9）（早期为6.75磅）。其設計為一个手持宝剑、站立在帶有五個輻條的膠片盤上的骑士。這五個輻條象徵學院的最初五個分支：演員、編劇、導演、製片人和技術人員。一開始，授予的小金人由鍍金的實心青銅製成。然而，幾年後，青銅被改成用類似錫合金的不列顛合金，並依次鍍銅、鍍鎳銀，最後鍍上24K金。在二戰期間，由於金屬短缺，小金人改為使用上漆的石膏製作，持續了三年。戰後，美國影藝學院邀請得獎者將石膏雕像換成鍍金的金屬版本。

### 名称由来
奥斯卡小金人最早曾被称作“学院奖雕像”、“金奖杯”等，但奥斯卡这一名称却更为常用，而这一名称的由来，至今也没有一个准确的说法。
一种说法是：学院的首席秘书玛格丽特·赫丽克女士在看见小金人后惊异的说：“这真像我的叔叔奥斯卡！”在美國電影藝術與科學學院前院長贝蒂·戴维斯的一份自传中，声称她使用了她第一任丈夫——乐队领唱哈蒙·奥斯卡·尼尔森（英語：Harmon Oscar Nelson）的名字命名了奥斯卡这个名字。
在这之后，学会内的人员都开始以奥斯卡来作为小金人的昵称。1934年的第六届颁奖典礼后，好莱坞的专栏作家西德尼·斯科尔斯基在他的文章中第一次公开使用了奥斯卡这个称谓。1939年，学会最终认可了奥斯卡这个名字，并且开始正式的使用它。比如学院奖的官方网站的域名便是“oscar.com”（现在最新的域名是"oscar.go.com"）。至今，「奥斯卡」与「学院奖」兩個名稱都还在使用。

## 评审委员与影片提名
奥斯卡评审委员即学院会员资格的获得，必须先经过所在分会两名以上会员提名或学院邀请产生。学院不公布其所属会员的名单，但一般媒体对获邀请的知名导演演员均有报道。
学院对获奖影片的资格有严格的规定，必须是前一年1月1日到12月31日间在洛杉矶地区的影院首映，并连续放映不少于7天的影片。此外对影片长度、胶片规格等都有明确的规定。
具体奖项的提名只能由相关分会的成员提出，如演员会员只能提名最佳演员的奖项。在提名后的投票时，则所有会员均可以对所有奖项投票。

### 投票者
2012年，美國電影藝術與科學學院的會員人數達到5783名。學院會員會區分成不同領域，亦即代表電影製作之間的不同領域。演員是其中最大的一群，共有1311位，約佔全體會員的22%。過去73屆的投票都是由認證公司普華永道認證。
所有的學院會員都必須受到學院理事會的邀請，並代表學院執行委員會的一員。學院會員可以成為被提名競爭的入圍者，或是提名其他人在該領域的貢獻。每年會固定邀請新的成員加入。學院本身並不公開學院會員名單，不過2007年時曾經公布新加入的會員名單。2007年時公布的資料中也表明可投票會員低於6000名會員。雖然會員成員不斷增加，不過嚴格的政策會使人數不會過度擴張。
2012年，洛杉磯時報的研究報導顯示，約有88%的會員擁有投票資格。在經常投票的5100位以上的投票會員中，94%是白人、77%是男性、54%超過60歲、14%曾經入圍過，以及19%獲獎過。
2011年5月，學院寄送了通知給6000位以上的可投票會員表示將於2013年開始實行線上投票系統。

### 規則
根據奧斯卡獎官方規則二以及三顯示，該電影必須在過去一年，從1月1日的午夜起一直到12月31日結束，至少在洛杉磯郡地區內上映七天，才有資格參與奧斯卡獎（最佳國際影片例外）。舉例來說，2010年的最佳影片獎得主《拆彈部隊》的首次上映時間為2008年，但是無法參加2009年的第81屆奧斯卡金像獎，因為這部電影一直到2009年中才在洛杉磯上映，所以只能參加2010年的第82屆奧斯卡金像獎。國際影片必須附上英語字幕，而每一年每一個國家只能投一部作品。
規則二也說明電影的長度，除了短片電影，長片電影必須至少40分鐘。報名電影也必須使用35毫米膠片或是70毫米膠片沖印，或是使用至少2048×1080畫素、24幀/秒或是48幀/秒逐行掃描的數位電影格式。
製作方得在報名截止日期前依照官方的報名表上網報名；如果沒有在該年度報名，該電影還是可以在其他年度報名。報名表包括製作方的工作人員名稱以及報名獎項。之後會逐一確認報名項目並將結果通知。
在十二月下旬時，奧斯卡委員會就會將選票以及報名清單寄給6000位可投票會員。大多數的獎項，都是由各領域的會員投票選出該領域的相關入圍者（例如只有導演可以投導演獎、編劇投編劇獎、演員投演員獎等等）。而最佳影片獎則是全部的會員都可以決定入圍電影。在主要獎項中，採用可轉移單票制的形式投票，每一個會員都可以選擇五個入圍者（最佳影片則是十部電影），採優先順序形式。在部分獎項，包括國際影片、紀錄片以及動畫片，則是由特別組成的委員會成員投票選擇。
大部分的獎項獲獎者都是由全體成員依照簡單多數制中，從入圍者裡投票表決。從2009年起，最佳影片獎改採用排序複選制選出。
電影公司會花費數百萬元美金替電影在最佳影片獎中拉票，以增進進入奧斯卡獎的機會。因此學院制定規則限制成員的公開拉票活動，並盡力消除過度的競爭行為，並防止過程不公。在學院中有相關的工作人員會建議成員可行的競選方式，並且會對違反規定的人處以罰款。舉例來說，2009年的最佳影片入圍之一的《拆彈部隊》，其中一位製作人被禁止參加奧斯卡頒獎典禮，因為他過度拉票，不過最終《危機倒數》還是獲得最佳影片獎。

## 历史
1927年5月4日，在美國影藝學院成立的宴会上，由与会者提议发起，并于1929年5月16日在好莱坞举行第一次授奖典礼。当时参会的人约270人。第一个奥斯卡金像奖颁发给了埃米尔·杰寧斯，他获得了第一届奥斯卡最佳演员奖。
最初的颁奖典礼不像现在这样充满着驚喜感，获奖者在事前就已经得知。1940年，学院改变了这一做法，来宾将不再提前知道获奖的结果，而改在颁奖典礼会上通过打开密封的信封来知道获奖者。这一制度一直延续至今。
奥斯卡奖从颁发的最初开始，就受到了电影业及大众的高度关注，传媒也積極参加转播。在第二届典礼上，洛杉矶电台进行了一小时的实时现场转播。从此，每年的颁奖会都有媒体进行相应报道。
前十五届，颁奖典礼都是在酒店以宴会的方式进行，但后来由于参与的人数不断增加，颁奖只好改在剧院进行。并先后在中国大剧院、聖殿劇院、梅尔罗斯街剧院（Melrose Avenue theater）、潘太及斯剧院、桑塔莫尼卡公民大礼堂 （Santa Monica Civic Auditorium）、洛杉矶音乐中心等处举行。由2002年第75屆奧斯卡金像獎頒獎典禮開始，柯达剧院成為奧斯卡第一個永久固定頒獎地點。
学院奖颁奖会每年都将按照事先的安排如期举行（未曾取消過），在其历史上仅有四次因为特殊的原因被推迟：第一次是在1938年，当时的洛杉矶大水灾使颁奖典礼推迟了一周举行；第二次是在1968年，当时学院奖的日程安排与著名的人权运动者马丁·路德·金的葬礼发生了冲突，故颁奖典礼延期举行；第三次是在1981年，因有人试图暗杀当时的美国总统雷根，而导致颁奖典礼推迟24小时举行。第四次是在2021年，因為COVID-19疫情在全球蔓延，原訂於2月28日的頒獎典禮延遲到4月25日舉辦。

## 奖项

### 当前奖项
- 最佳影片奖：1927/28年至今
- 最佳导演奖：1927/28年至今
- 最佳男主角奖：1927/28年至今
- 最佳女主角奖：1927/28年至今
- 最佳男配角奖：1936年至今
- 最佳女配角奖：1936年至今
- 最佳原创剧本奖：1940年至今
- 最佳改编剧本奖：1927/28年至今
- 最佳艺术指导奖：1927/28年至今
- 最佳攝影獎：1927/28年至今
- 最佳视觉效果奖：1963年至今
- 最佳剪辑奖：1935年至今
- 最佳原创音乐奖：1934年至今
- 最佳原创歌曲奖：1934年至今
- 最佳混音奖：1929/30年至今
- 最佳音效剪輯奖：1963年至今
- 最佳服装设计奖：1948年至今
- 最佳化妆奖：1981年至今
- 最佳动画长片奖：2001年至今
- 最佳动画短片奖：1931年至今
- 最佳實景短片奖：1931/32年至今
- 最佳纪录长片奖：1942年至今
- 最佳纪录短片奖：1941年至今
- 最佳國際影片獎：1957年至今

在奧斯卡金像獎最初的兩年間，最佳導演獎被分為兩個類別（戲劇和喜劇），最佳原創音樂獎也亦曾被分為兩個類別（戲劇和喜劇/音樂劇）。自1930年代至1960年代間，藝術指導、攝影和服裝設計也被分為兩個類別（黑白電影和彩色電影）。最佳視覺效果獎前期名为最佳特技效果奖（Special Effects），其中特技效果还分视觉类（摄影类）特效和听觉类（音效类）特效两部分。
最佳原創音樂獎是学院奖历史上变动最多的，曾按不同类型片分开颁奖（如音乐剧类和正剧/喜剧类分开，或正剧类和喜剧/音乐剧类分开），也曾按不同创作来源分开颁奖（原创配乐与改编配乐分开），还曾按曲目有无人声演唱分开颁奖（歌曲类音乐和背景配乐分开，但歌曲类又与原创歌曲奖保持区别）等等。
另外一個稱為「最佳原創音樂劇」的獎項仍然存在於演藝學院的正式規則手冊內並未取消。但由於多年來缺乏候選電影，因此自1984年起就沒有再頒發過。
奧斯卡獎得主均經由幾千名評審投票選出，其公正性已是全球同類獎項中的翹楚，但奧斯卡獎自1928年頒發迄今，學院也曾多次修正評獎規則。例如第5屆的最佳男主角獎，開票結果弗雷德里克·马奇只比华莱士·比里多一張支持票，當時規則是如此接近的差距，雙方都有資格獲獎，因此兩人並列該屆影帝。此規定後經學院修正，雙方票數必須相同時才能並列得獎人，例如1968年第41屆的最佳女主角奖，老將凯瑟琳·赫本和新人芭芭拉·史翠珊兩人支持票數相同，因此共同獲獎。

### 特别奖项
- 終身成就奖——1928年至今
- 俄文·撒尔伯格纪念奖——1938年至今
- 吉恩·赫肖尔特人道主义奖——1956年至今
- 特别成就奖（视觉效果和音响）——1972年至今
- 科技成果奖——1931年至今
- 戈登·E·索耶奖——1981年至今

### 历史上的奖项
- 最佳副导演奖：1933年至1937年
- 最佳喜剧導演奖：仅1928年
- 最佳舞蹈指導奖：1935年至1937年
- 最佳工程效果奖：仅1928年
- 最佳單軸短片：1936年至1956年
- 最佳雙軸短片：1936年至1956年
- 最佳彩色短片奖：1936年至1937年
- 最佳喜剧短片奖：1932年至1935年
- 最佳奇幻短片奖：1932年至1935年
- 最佳剧情奖：1928年至1956年
- 最佳電影字幕編寫獎（Best Title Writing）：1927/28年
- 最佳傑出藝術作品奖（Best Unique and Artistic Production）：1927/28年

### 历史上的特別奖项
- 青少年奖：1934年至1960年

## 批评
由于奥斯卡金像奖广受尊重，各电影公司在所谓的“奥斯卡颁奖季”花费上百万美元进行公关宣传，并雇佣了记者来推销他们的电影。这也导致人们批评奥斯卡金像奖越来越受到市场推广的影响，而不是依靠影片的品质来赢得奖项。威廉·弗莱德金，一位获得金像奖的导演和前典礼制片人，曾于2009年在纽约的一次会议上表达了这种批评。他把这种现象描述为“有史以来各行各业中最大规模的推销”。

### 拒絕受獎
一些获奖者曾联合抵制奥斯卡典礼，并拒绝接受所获得的奖项。第一位做抵制的人是杜德利·尼可斯（《革命叛徒》最佳寫作劇本）。他抵制了第8届金像奖典礼，理由是奥斯卡与美国編劇工会有冲突。喬治·史考特（《巴頓將軍》最佳男主角）在第43届金像奖典礼上成为第二位拒绝接受奖项的人。史考特把颁奖典礼描述为“行尸走肉般的典礼”，并说“我不想成为其中的一部分”。第三位是马龙·白兰度（《教父》最佳男主角），他的理由是，电影工业裏面存在种族歧视，并且白人在电影工业裏过于主流。在第45届金像奖典礼上，白兰度委派萨钦·小羽毛阅读了长达15页的演说来详细描述他的批评。另外，在第75屆金像獎典禮上，動畫導演宮崎駿（《神隱少女》最佳動畫長片）也拒絕領獎，理由是不想去在轟炸伊拉克的國家，那時美國在打伊拉克战争。

### 電影不均等
Tim Dirks——Filmsite電影評論網的编辑，曾为奥斯卡写过这样一段话：
不幸的是，有价值的评论，艺术家的洞察，文化上的影响力，和许多电影中高质量的创造力，在权重相同的投票体系里，这些因素都没有得以凸显。特别是自1980年代起，一哄而起的商业大片依靠高成本的“公式化制作”和骄人的收益，成为强势的大赢家（和最佳影片奖的获得者）。但是它们并没有那些伟大电影所具有的深度，也没有以任何方式被评论家广泛认可。
典型對於奧斯卡最佳影片的批評集中在獲獎及提名作品類型過於集中，包括史詩片、傳記片、浪漫喜劇，以及劇情誇張的家庭題材等。這些電影大多數在美國發行，並且通常集中於頒獎典禮前三個月上映，被稱為「奧斯卡魚餌」。
整體而言，奧斯卡的獲獎趨勢顯示出一定的偏好。1940年代早期，戰爭題材電影更容易獲獎；1940年代後期、1960年代末和2000年代中期，社會問題類電影成為主流；1960年代初到中期，音樂劇和歷史題材占優勢；1970年代後期和整個1980年代，家庭劇和傳記片成為熱門；1970年代初和1990年代，「B級片」受到青睞；1990年代末和2000年代初，歷史題材再次流行；而2000年代後期，評論家盛讚的導演拍攝的暴力獨立電影更容易脫穎而出；到了2010年代，歷史電影再度回歸熱門行列。不少人批評奧斯卡評審與觀眾的偏好越來越脫節，認為電影公司製作影片的目的更多是為了獲獎，而非迎合觀眾喜好或追求評論家的認可。
表演類獎項同樣備受質疑。一些人認為，部分演員的表現並不算出色，但仍然獲獎，這可能是因為他們深受觀眾喜愛或獲得同情，又或是評審為彌補過去的錯誤或平衡結果而授獎。類似的批評也適用於「終身成就奖」。

### 得獎爭議
2018年2月，《英國心理學期刊》刊出一份研究報告，指出奧斯卡金像奖中評審們在选择最佳演员时並非只看演技。在報告中，他們比較了自1968年起奧斯卡金像奖和英國電影學院獎的最佳男、女主角名單，共计908位，結果美國演員入圍機率超過60％，而勝出的比率分別達69%及52%。

### 拉票行为
人们对拉票行为褒贬不一，提名和最终投票的结果均因电影公司的公关活动而有失偏颇。然而，那些赞成公关活动的人们声称拉票并不只局限于奥斯卡，比奥斯卡更具声望的诺贝尔奖也受到科学家们发起的广泛的拉票运动之影响。尽管如此，两者还是有区别的。前者由电影公司或参选人运作，后者则是由学界同仁发起和组织。

### 得獎電影抄襲爭議
《動物方城市》、《水底情深》等電影，因抄襲訴訟使電影得獎的合理性遭到質疑，但該兩部的電影抄襲訴訟最終被駁回。
到目前为止，並沒有電影因為抄襲爭議被取消資格。

### 取消資格
有7部電影因為違反規定在正式頒獎前被撤銷資格，包含：
- 《馬戲團》（1928）
- 《蠻國戰笳聲（英语：Hondo (film)）》（1953）
- 《上流社會High Society (1955 film)）》（1955）
- 《教父》（1972）
- 《世界上的某個地方（英语：A Place in the World (film)）》（1992）
- 《大西洋號角（英语：Tuba Atlantic）》（2010）
- 《獨不孤（英语：Alone yet Not Alone）》（2013）

1部電影於頒獎後被追回獎項：
- 《美國新生代（英语：Young Americans (1967 film)）》（1968）

## 国际化
绝大多数最佳影片是在美国以外拍摄的，这说明了电影制作国际化水準的提高，也模糊了所谓好莱坞电影的定义。事实上，1999年的《美國之美》是自1976年之后23年裡唯一在好莱坞完成全部拍摄的最佳影片。
英国人每年获得的奥斯卡提名比例大约是50%。曾有记者煞有介事地声称：「美国曾經帮英国赢了二战，但不应该帮他们赢得『我们的奥斯卡』。」奥斯卡影后梅丽尔·斯特里普评价英国演员时说：「一想起英国演员我就胆战心惊。我们美国演员跟他们比起来简直就是一群懒鬼，他们个个能把莎士比亚倒背如流。」英国演员在奥斯卡表演奖项中始终表现突出，有胜过影片奖项。奥斯卡和英国演员之间其实双赢关系，奥斯卡使演员成为国际明星，演员反过来以自身的演技证明奥斯卡不愧是一个识英雄重英雄的一流电影奖。

## 商標
術語“Oscar”是美國影藝學院的註冊商標；然而，在意大利語中，該詞被廣泛用來泛指任何類型的裁決或頒獎典禮，無論涉及何種領域。

### 引用
1. ↑  王军. . 亚太日报. 新华社. 2013-05-06. （原始内容存档于2013-05-10）.
2. ↑  Pond, Steve. . TheWrap. 2013-02-19  [2013-02-22]. （原始内容存档于2013-11-05）.
3. ↑  . The Academy of Motion Picture Arts and Sciences.   [2007-04-13]. （原始内容存档于2007-04-07）.
4. 1 2  謝宇程. . 鳴人堂. 聯合新聞網. 2017-02-07  [2017-03-03]. （原始内容存档于2021-02-05） （中文（臺灣））.
5. 1 2  . Academy of Motion Picture Arts and Sciences. 2014-07-25  [2017-02-27]. （原始内容存档于2017-03-01）.
6. ↑  . Academy of Motion Picture Arts and Sciences.   [2007-04-13]. （原始内容存档于2013-12-11）.
7. ↑  . Academy of Motion Picture Arts and Sciences.   [2007-04-13]. （原始内容存档于2007-09-27）.
8. ↑  "Oscar" in The Oxford English Dictionary, June 2008 Draft Revision.
9. ↑  陳炳聖. . 源樺. 2007. ISBN 986828421X.
10. ↑  . IMDb.   [2007-04-13]. （原始内容存档于2007-03-08）.
11. ↑  Cohen, Sandy. . AOL. 2008-01-30  [2008-03-19]. （原始内容存档于2009-02-03）.
12. ↑  Finlay, Jackie. . BBC News. 2006-03-03  [2007-04-13]. （原始内容存档于2007-03-19）.
13. ↑  . The Academy of Motion Picture Arts and Sciences.   [2007-09-04]. （原始内容存档于2007-08-27）.
14. ↑  Horn, John. . The Los Angeles Times. 2012-02-19  [2013-10-15]. （原始内容存档于2014-03-07）.
15. ↑  Cieply, Michael. . The New York Times. 2011-05-23  [2016-03-01]. （原始内容存档于2014-01-05）.
16. ↑  . The Academy of Motion Picture Arts and Sciences.   [2007-04-13]. （原始内容存档于2013-11-10）.
17. ↑  . The Oscars.   [2015-03-16]. （原始内容存档于2015-04-01）.
18. ↑  .   [2016-03-01]. （原始内容存档于2013-11-11）.
19. ↑   (PDF). The Oscars.   [2015-03-17]. （原始内容存档 (PDF)于2015-04-05）.
20. 1 2  Pond, Steve. . Los Angeles Times. 2006-01-07  [2007-01-27]. （原始内容存档于2006-10-17）.
21. ↑  Young, John. . Entertainment Weekly. 2011-01-27  [2016-02-29]. （原始内容存档于2016-05-06）.
22. 1 2 3  . Academy of Motion Picture Arts and Sciences (新闻稿). 2009-08-31  [2016-02-29]. （原始内容存档于2009-10-10）.
23. ↑  James, Emily St. . Vox. 2015-02-22  [2016-02-29]. （原始内容存档于2021-03-02）.
24. ↑  Marich, Robert.  3rd. Southern Illinois University Press. 2013: 235–48.
25. ↑  . Academy of Motion Picture Arts and Sciences.   [2012-03-29]. （原始内容存档于2010-07-06）.
26. ↑  . BBC News. 2020-06-16  [2020-06-28]. （原始内容存档于2021-03-03） （英国英语）.